# Sonny Hennig
Sonny Hennig (* 4. März 1946 in Mühlhausen/Thüringen, als Horst-Jürgen Hennig; † 19. August 2019 in Nürnberg) war ein deutscher Komponist, Musikproduzent, Sänger, Gitarrist, Keyboarder, Autor und Radiomoderator.

## Biografie
Hennig kam schon im Kindesalter mit seiner Familie nach Nürnberg. Zusammen mit Ernst Schultz war er Anfang der 1970er einer der Köpfe in der deutschsprachigen Rockgruppe Ihre Kinder aus Nürnberg. 
Er begann seine Moderationskarriere bei Radio Gong in Nürnberg. 
Weitere Stationen waren Radio RTL in Luxemburg; RTL 106.9 in Berlin und Antenne Bayern in Unterföhring.
Danach kehrte er zurück nach Nürnberg zum Lokalsender Radio Gong 97,1., wo er mehrmals wöchentlich die Sendung Rock Zock co-moderierte.
Im März 2014 erschien ein Teil seiner Memoiren unter dem Titel ROCKMANNs Erzählungen.
Sonny Hennig war außerdem Ehrenmitglied der MUZ - Nürnberg.
Im Juni 2018 erlitt der gesundheitlich ohnehin bereits schwer gehandicapte Hennig einen Schlaganfall und wurde dadurch zum Pflegefall. Hennig verstarb im August 2019.

## Privates
Sonny (Horst-Jürgen) Hennig war 4 mal verheiratet und hat einen Sohn, Gabor Hennig, aus erster Ehe.

## Diskografie
- 1965: Jonah & The Whales „It’s Great“
- 1969: Ihre Kinder „…ihre Kinder“
- 1970: Ihre Kinder „Leere Hände“
- 1971: Ihre Kinder „004 Jeans Album“
- 1971: Ihre Kinder „Werdohl“
- 1972: Solo „Tränengas“
- 1973: Ihre Kinder „Anfang ohne Ende“
- 1978: Meistersinger & Ihre Kinder
- 1979: Meistersinger & Ihre Kinder „Die Fahrt zum Mond“
- 1980: Cahoots „Ein Konzert“
- 1982: Ihre Kinder „live '82“
- 1985: Ihre Kinder „heute“
- 2010: Ihre Kinder heute („Die letzte Oper“): digital remastered